# Sanary-sur-Mer
Sanary-sur-Mer är en kommun i departementet Var i regionen Provence-Alpes-Côte d'Azur i sydöstra Frankrike. Kommunen ligger i kantonen Ollioules som tillhör arrondissementet Toulon. År 2022 hade Sanary-sur-Mer 17 938 invånare.

## Befolkningsutveckling
Antalet invånare i kommunen Sanary-sur-Mer
| Referens: INSEE |